# Dødsdrom
En dødsdrom er en bane til motorcykelkørsel, typisk med speedwaymotorcykler. Banen er formet som en opretstående tønde, hvor man kører på tøndens inderside og centripetalkraften gør at man ikke falder ned, hvis man kører hurtigt nok. 
Tilskuerne er placeret på en krans udvendigt i toppen af 'tønden' og kunne dér stå og betragte de optrædende.
Ud over 'bare' at køre rundt på væggen, indgik diverse halsbrækkende stunts, hvor man for eksempel kørte uden hænder på styret, eller liggende oven på motorcyklen. Der kunne også være akrobatiske indslag hvor der var flere personer på motorcyklen.
Det helt store clout kunne være at køreren havde bind for øjnene.
Enkelte dødsdrome havde også en mindre racerbil som de kørte med, hvilket gav en stor effekt ved en tydelig påvirkning af dromen, så tilskuerpladserne gyngede.
Dødsdromen indgik tidligere i forlystelserne i omrejsende tivolier.
På engelsk kaldes en dødsdrom for en Wall of Death motordrome.
Man kan opleve dødsdrom-kørsel i Radley Metzgers film The Lickerish Quartet (1970), hvor den kvindelige hovedperson, spillet af Silvana Venturelli, har dette job i et omrejsende tivoli.
| Stub | Spire Denne motorcykel, scooter eller knallert relaterede artikel er en spire som bør udbygges. Du er velkommen til at hjælpe Wikipedia ved at udvide den. |